# 고양국제꽃박람회

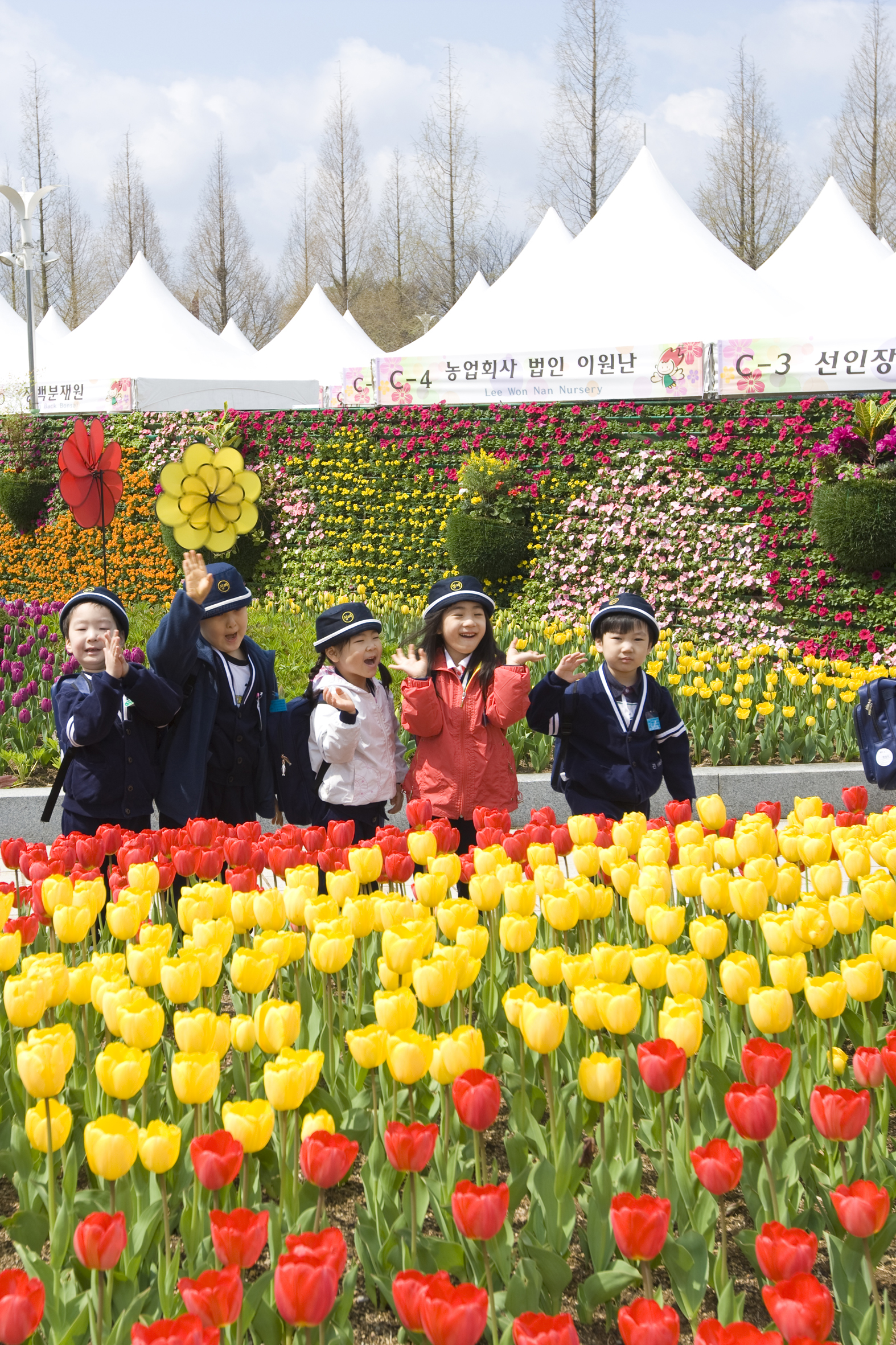
2010년 제15회 행사 모습

고양국제꽃박람회(영어: Goyang International Flower Festival)는 1997년 첫 개최되어 제 12회 꽃박람회에 이르기까지 620만명이 넘는 국내외 관람객이 방문하며 대한민국을 대표하는 국제적인 화훼 박람회로 성장해 오고 있다. '세상을 바꿀 새로운 꽃 세상'을 주제로 4월 28일부터 5월 13일까지 17일간 일산 호수공원에서 개최되었던 2018 고양국제꽃박람회에는 36개국 320 여개의 화훼 관련 기관, 단체, 업체가 참가하여 각국의 화훼류와 화훼 신상품을 선보였다. 또한 쉽게 볼 수 없는 희귀 식물 전시, 화훼 조형 예술로 꾸며지는 실내 정원, 다채로운 야외 테마 정원, 화훼 문화 체험 프로그램, 꽃꽂이 경진 대회 등 꽃 문화 행사, 풍성한 공연·이벤트, 농가가 직접 재배하여 판매하는 화훼 판매장 등 오감이 즐거운 꽃 문화 축제로 펼쳐졌다.
1997년 우리나라 최초로 국제적인 꽃박람회를 개최한 고양시는 3년을 주기로 고양세계꽃박람회를 개최하기로 확정하고 향후 효율적인 준비와 함께 무역과 경영개념을 도입한 행사로 발전해 나가고자 재단법인 설립의 결정에 따라 1999년 1월 경기도 지사로부터 (재)고양세계꽃박람회조직위원회의 재단법인설립 허가를 얻어 재단법인으로 출범하게 되었다.
화훼무역을 선도하는 동북아 최대의 화훼박람회이며 FTA 등으로 힘들어하는 대한민국 화훼 농가들과 꽃을 사랑하는 고양시민, 꽃박람회장을 찾는 관람객을 위한 축제의 장이라 할 수 있다.
2019 고양국제꽃박람회는 17일간 47만 명의 관람객이 다녀갔다.

## 뉴스
1. ↑  “고양국제꽃박람회 47만명 다녀가”.

## 사진

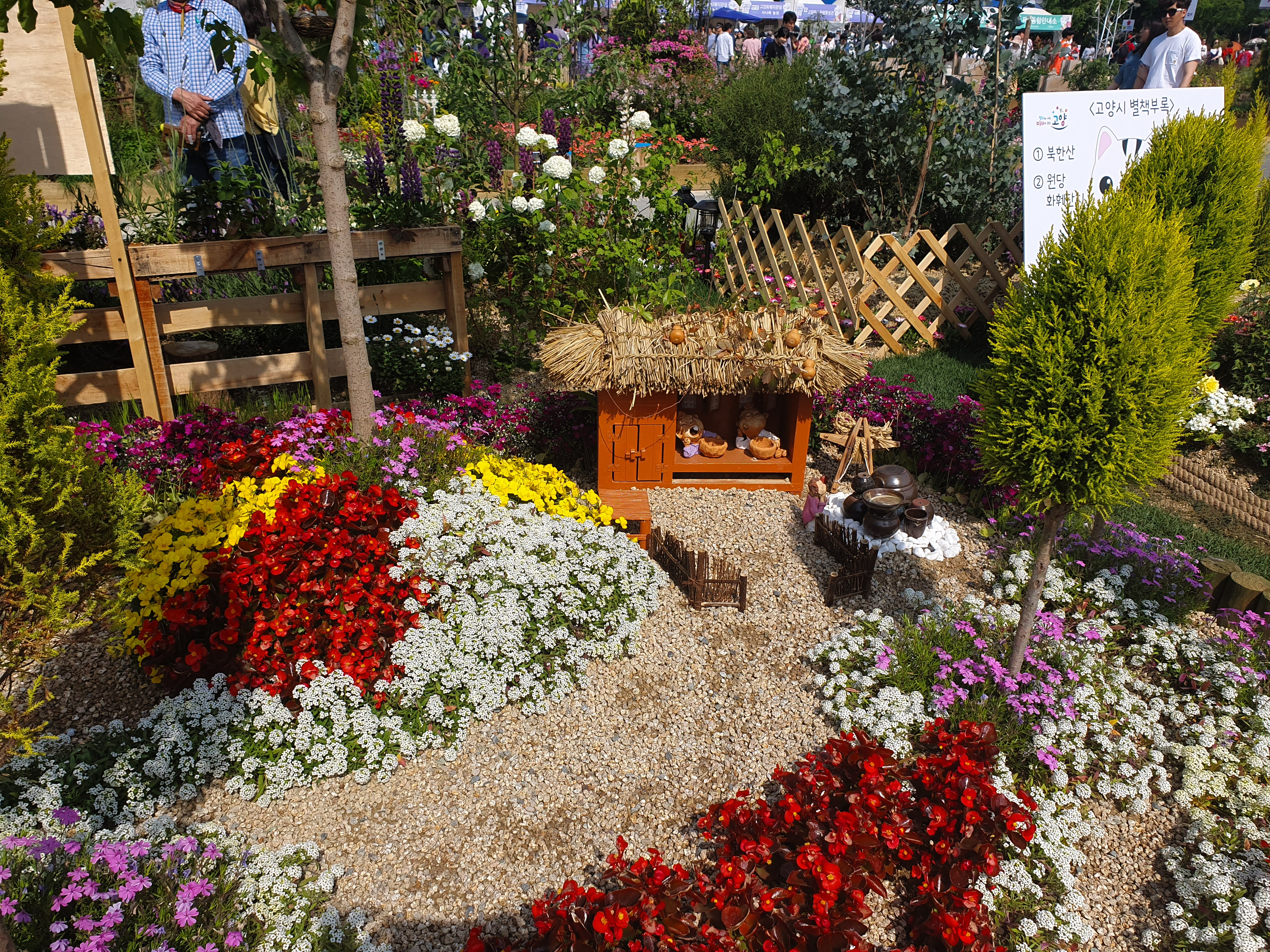
정원의 모습
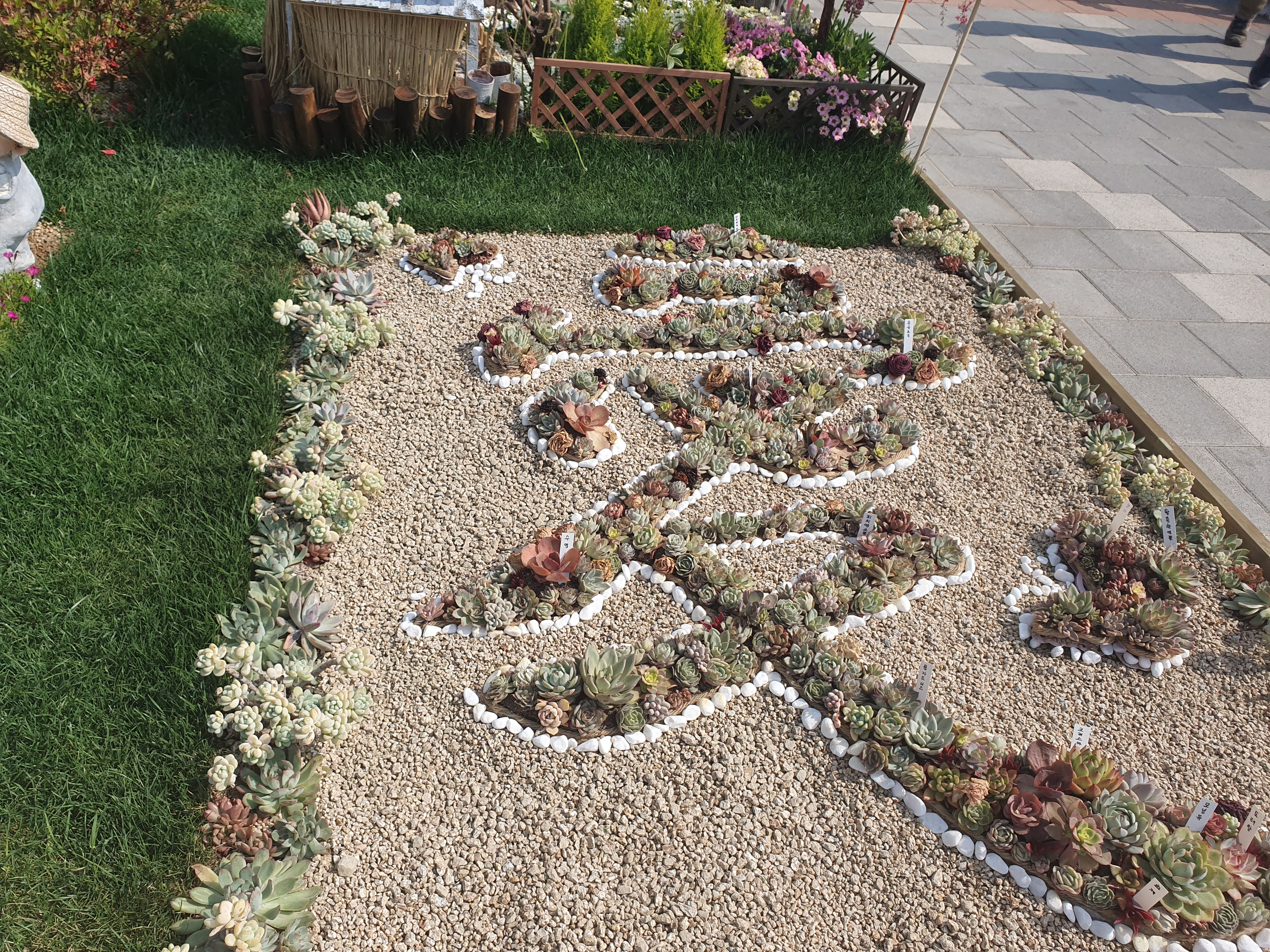
야외정원의 모습

## 같이 보기
- 경기국제관광박람회
- 일산 호수공원
- 고양호수예술축제